# Wolny agent
Wolny agent (ang. free agent) – termin używany w profesjonalnym sporcie, oznaczającym zawodnika, któremu wygasł kontrakt z dawnym zespołem i może podpisać kontrakt z innym. Wyrażenie to ma swoje korzenie w sportach północnoamerykańskich i tam jest najszerzej stosowane.
W piłkarskiej Europie niektóre kraje (na przykład Hiszpania) posiadały system, w którym po zakończeniu kontraktu zawodnik mógł za darmo przejść do innego klubu, jeśli otrzymał interesującą go propozycję. W większości krajów europejskich taki stan rzeczy istnieje dopiero od 1995 roku, kiedy w życie weszło Prawo Bosmana, dzięki któremu wszyscy zawodnicy mają prawo do wolnego transferu po zakończeniu kontraktu. Od tego czasu zasada ta jest wdrażana w całej Europie w różnych dyscyplinach sportu.

## Ograniczenia wolnych agentów
W sportach północnoamerykańskich istnieją dwa rodzaje wolnych agentów – nieograniczeni (UFA – unrestricted free agents) i ograniczeni (RFA – restricted free agents). Ci pierwsi są to zawodnicy, którym skończył się kontrakt z jednym zespołem i nie mają w stosunku do niego żadnych zobowiązań. Po otrzymaniu propozycji zatrudnienia od innych klubów zawodnik ma prawo do wyboru najkorzystniejszej dla siebie oferty.
Ograniczeni wolni agenci również mają prawo do przyjmowania ofert innych klubów, lecz przed podpisaniem nowej umowy ich poprzedni klub ma prawo do wyrównania (lub ściśle określonego przebicia, na przykład o 10%) warunków kontraktu. W tym przypadku zawodnik jest zobowiązany zostać z tym klubem.
Głównymi czynnikami decydującymi o statusie zawodnika (UFA czy RFA) są jego wiek i doświadczenie.

## Okna transferowe
W piłkarskiej Europie zawodnicy mogą przenosić się między klubami tylko w tak zwanych oknach transferowych. Istnieją dwa takie okresy – po zakończeniu sezonu i zimą, najczęściej w styczniu. W niektórych niższych ligach, piłkarze niezatrudnieni w innych klubach mogą być pozyskiwani poza oknami transferowymi.
Niektóre ligi amerykańskie również posiadają terminy, których muszą trzymać się zawodnicy i kluby, aby móc podpisać umowę. Według nowych zasad w NHL zawodnik ma obowiązek podpisać kontrakt do 1 grudnia danego roku kalendarzowego. Jeśli tego nie zrobi, nie będzie mógł grać przez resztę danego sezonu. Liga NBA nie posiada jednak takich ograniczeń.

## Historia
Od początku istnienia zorganizowanego sportu zawodowego w Stanach Zjednoczonych właściciele klubów mieli niemal nieograniczone prawo własności do zatrudnianych zawodników. Gracz, który raz podpisał kontrakt z zespołem, należał do niego nawet wtedy, gdy umowa dobiegła końca (reserve clause). Nie miał prawa wyboru nowego pracodawcy, chyba że poprzedni zwolnił go z kontraktu lub oddał do innego klubu. Reserve clause w oczywisty sposób ograniczała mu możliwość negocjacji zarobków i zmuszała do przyjęcia – często niekorzystnych – warunków klubu.
Pierwszym sportem, w którym oficjalnie zaczęto podważać słuszność reserve clause, był baseball.
W 1969 roku Curt Flood, zapolowy St. Louis Cardinals, został oddany do Philadelphia Phillies. Czarnoskóry zawodnik nie zaakceptował transferu, tłumacząc to niskim poziomem sportowym nowego klubu, rasizmem jego fanów oraz złym stanem stadionu w Filadelfii. Wkrótce po tym zwrócił się do komisarza MLB Bowiego Kuhna o uznanie go wolnym agentem i zezwolenie na wybór miejsca zatrudnienia, ale Kunh nie przychylił się do prośby Flooda. Miesiąc później Flood złożył w sądzie pozew przeciwko Kunhowi i MLB, ale wobec braku poparcia innych graczy – zarabiających niemałe sumy i niechętnych do sporów z właścicielami – sprawę przegrał.
Mimo że jego wysiłki nie dały większych rezultatów, sprawa Flooda zwiększyła świadomość praw pracowniczych wśród innych graczy i otworzyła drogę do zniesienia reverse clause, a MLB wprowadziła przepis, który pozwalał zawodnikowi z co najmniej dziesięcioletnim doświadczeniem w lidze i co najmniej pięcioletnim w jego ostatnim klubie na niewyrażenie zgody na swój transfer.
Na początku 1975 roku miotacz Andy Messersmith nie doszedł do porozumienia z Los Angeles Dodgers w sprawie nowego kontraktu, wobec czego klub automatycznie przedłużył z nim umowę o kolejny rok. Po zakończeniu sezonu 1975 Messersmith uznał – interpretując umowę zbiorową pomiędzy graczami i właścicielami – że jego kontrakt z Los Angeles wygasł i stał się on wolnym agentem. Ze zdaniem Messersmitha nie zgodziło się kierownictwo Dodgers i sprawa trafiła pod sąd arbitrażowy, a pozew w imieniu zawodnika złożył związek graczy. Reprezentanci Messersmitha, obawiając się, że uzgodni on nowy kontrakt i stracą głównego zainteresowanego, zwrócili się do Dave’a McNally’ego, miotacza Montreal Expos, który zakończył karierę w tym samym roku, ale będąc w podobnej sytuacji co Messersmith, zgodził się wesprzeć związek. Właściciel Expos próbował jeszcze przekonać McNally’ego wysokimi zarobkami do powrotu na boisko i uniknięcia sądu, ale bezskutecznie.
Pod koniec grudnia 1975 sędzia Peter Seitz ogłosił, że racja stoi po stronie graczy. Jego decyzja wprowadziła pojęcie „wolnego agenta” do powszechnego użycia, wkrótce zaadaptowanego przez inne sporty zawodowe w USA.